# 아동·청소년의 성보호에 관한 법률
아동 및 청소년의 성 보호에 관한 법률은 아동과 청소년을 성범죄로부터 보호하고 아동, 청소년이 건강한 사회 구성원으로 성장할 수 있도록 함을 목적으로 하는 법이다. 흔히 준말인 아청법이라고도 가리키지만, 공식 약칭은 청소년 성 보호법이다. 청소년 성 보호법에서는 건전하고 성범죄 없는 사회 구축을 위해 아동, 청소년 대상 성범죄의 처벌과 절차에 관한 특례를 규정하고 있다. 그리고 더 나아가 피해 아동과 청소년을 위한 구제 및 지원 절차를 별도로 마련하고 있다.
음란물과 관련한 사항은 2011년 9월에 관보에 게재됐으며, 앞으로 아동, 청소년 이용 음란물을 단순 소지만 하고 있어도 2,000만원 이하의 벌금에 처하게 되었다.
"제1조(시행일) 이 법은 공포 후 6개월이 경과한 날부터 시행한다." 고 명시되어 있고 이에 따르면, 개정일인 2011년 9월 15일로부터 6개월이 경과한 날부터 법령이 시행되므로, 2012년 3월 16일부터 시행됐다.
2011년 개정되어 2012년에 시행 당시 2012년의 처벌자 수는 2011년 보다 22배로 많았다.

## 연혁
- 2000년: 청소년의 성보호에 관한 법률 공포, 시행
- 2007년: 전부 개정, 아동 포르노의 단순 소지시 처벌조항 신설
- 2009년: 청소년의 성보호에 관한 법률을 아동·청소년의 성보호에 관한 법률로 전부 개정, 공포
- 2011년 9월: 아동 포르노의 정의에 표현물(준아동 포르노)을 포함
- 2012년 12월: 아동 포르노 소지시의 처벌에 징역형을 신설
- 2020년
  - 아동 포르노의 법률적 명칭을 아동·청소년 성착취물로 개정
  - 아동 포르노의 소지시의 처벌에서 벌금형과 징역형의 상한선을 삭제, 시청도 처벌대상에 포함

## 관련 대상
법적상 만 13세 미만의 어린이 및 초등학생과 만 13세 이상에서 만 19세 미만의 청소년 및 중·고등학생이 주요 대상이며 이 법에 따라 어린이와 청소년은 성범죄, 인신공격 범죄 등에서 국가공인의 엄격한 보호를 받게되며 이를 어길 경우 법 조항에 따라 가해자 및 당사자에게 중형에 가까운 처벌을 받는 것으로 제정되었다.
다만, 어린이에 속하는 13세 미만의 아동에 대한 강간.강제추행은 법정형이 아청법에 비해 가장 중대한 성폭력범죄의 처벌 등에 관한 특례법으로 처벌되어, 범죄의 경중과 재범 위험성에 따라, 아동 및 청소년들이 주로 생활하는 시설에서 취업할 수 없으므로, 재범 위험성이 현저히 낮은 경우, 취업 제한 예외 대상으로 분류된다.
- 성폭력범죄의 처벌 등에 관한 특례법
  - 강간 : 무기 또는 10년 이상의 징역
  - 강제추행 : 5년 이상의 유기징역 또는 3천만원 이상 5천만원 이하 벌금

- 아동 및 청소년의 성 보호에 관한 법률
  - 강간 : 무기 또는 5년 이상의 징역
  - 강제추행 : 2년 이상의 유기징역 또는 1천만원 이상 3천만원 이하 벌금
- 아동 포르노 (아동·청소년성착취물)
  - 제작 : 무기 또는 5년 이상의 징역
  - 영리적 유포 : 5년 이상의 징역
  - 유포 : 3년 이상의 징역
  - 제작 알선 : 3년 이상의 징역
  - 구입, 소지 또는 시청 : 1년 이상의 징역

## 논란
- 2015년6월25일 성인이 미성년자를 연기한 음란물을 "아동·청소년의 성보호에 관한 법률"(아청법)로 처벌 가능한지 아니면 표현의 자유로 봐야 하는지에 대해서 아청법이 제정된 이후 여러곳의 법원들에서 조차도 논란을 불러 일으켰고 결국 법원은 헌재에 위헌법률심판을 제청했다. 그것에 대해서 헌재는 25일 아청법 8조2항 등에 대한 위헌법률심판사건에서 재판관 5(합헌)대 4(위헌) 의견으로 이 조항을 합헌이라고 결정했다. 이러한 합헌에 대한 근거는 "가상의 아동·청소년 이용음란물 배포 등을 처벌하는 부분이 죄형법정주의의 명확성 원칙에 위반되지 않고 표현의 자유를 과도하게 제한하지 않는다"고 판단했다. 하지만 이렇게 규정되어 합법으로 결론이 날 경우 앞서 개봉된 영화 《은교》 와 영화 《방자전》등 과 같은 음란물이 아닌 가상 미성년자 성표현물의 경우에도 이 조항을 적용해 처벌할 경우 제작자와 감독, 극장주, 성인배우도 처벌받게 되는 경우가 발생되어서 논란의 소지가 많다.[3]

- 아동·청소년의 성 보호에 관한 법률(아청법)의 합헌으로 교복을 입은 여배우가 등장한 영화 은교의 처벌 여부가 관심을 모아졌고 결국 아청법 소관부처인 여성가족부(여가부)는 음란물이 아닌 해당 영화에 대해 법적 처벌은 불가하다는 입장을 밝혔다. 그것에 대한 근거로는 은교는 19세 이상 관람가일뿐 음란물이 아니기 때문에 아청법으로 처벌할 순 없다”고 말했으며 현행 아청법(제2조 제5호)은 “음란물은 아동·청소년으로 명백하게 인식될 수 있는 사람이 등장해 성적행위를 하는 내용을 표현하는 것”으로 규정하고 있으며 2013년 6월부터 해당 조항에 ‘명백하게’라는 문구가 포함되었기 때문이다. 하지만 최근에 가상 인물에 대한 처벌에 대해서 합법이 이루어졌기 때문에 아무리 명백하게라는 문구가 포함되어 있다고 하더라도 그 명백하게 라는 것을 판단하는 주체가 어떻게 그것을 받아들이고 판단하느냐에 따라 예술영화라고 할지라도 음란물로 규정 시켜 언제든지 처벌할 수 있다는 문제점이 존재하여 논란이 일고 있다.[4]

- 이렇듯 헌법재판소는 개인이 가진 표현의 자유 라는 권리에 따라 만들어지고 표현되는 가상의 미성년자를 보호하기 위해서 법을 강화 하지만 실생활에 존재하는 19세 미만의 피해자를 보호하기 위해서 제정된 아청법이 외관상 청소년으로 보기 어려운 상황에서 범행이 일어날 경우 아동·청소년보호법이 적용될 수 없다는 판결을 과거에 이미 내놓았다.[5]

## 판례
- 甲이 혼자 술을 마시고 배회하던 중 버스에서 내려 혼자 걸어가는 乙(여, 17세)을 발견하 고 마스크를 착용한 채 뒤따라갔다가 인적이 없고 외진 곳에서 乙에게 약 1m 간격으로 가까이 접근해 껴안으려고 하였으나, 乙이 소리치자 그 상태로 몇 초 동안 乙을 쳐다보다 가 다시 오던 길로 간 경우 아동․청소년에 대한 강제추행미수죄에 해당한다.[6]
- 아동․청소년의 성을 사는 행위를 알선하는 행위를 업으로 하여 청소년성보호법 제15조 제1항 제2호의 위반죄가 성립하기 위해서는 알선행위를 업으로 하는 사람이 아동․청소년을 알선의 대상으로 삼 아 그 성을 사는 행위를 알선한다는 것을 인식하여야 하지만, 이에 더하여 알선행위로 아동․청소년의 성을 사는 행위를 한 사람이 행위의 상대방이 아동․청소년임을 인식하여야 한다고 볼 수는 없다[7]

## 같이 보기
- 셧다운 제도
- 쿨링오프
- 청소년 보호법
- 성범죄자 취업제한 제도
- 아동매춘, 아동포르노에 관한 행위 등의 규제 및 처벌 및 아동의 보호 등에 관한 법률: 아동·청소년의 성보호에 관한 법률과 동일한 성격의 일본의 법률
- 아동 포르노
- 준아동 포르노
- 아동 성매매
- 소아성애증
- 로리콘
- 엄벌화
- 급진적 여성주의